# Carl Böninger
Carl Friedrich Böninger (* 19. April 1795 in Duisburg; † 16. Juli 1877 ebenda) war ein deutscher Unternehmer in der Tabakindustrie.

## Leben
Carl Friedrich Böninger war ein Sohn des Duisburger Tabakfabrikanten und Kolonialwarenhändlers Conrad Arnold Böninger und dessen Ehefrau Katharina Elisabeth Böninger geb. Castanjen.
Beide Eltern waren Kinder großer Duisburger Unternehmerfamilien. Die Familie Böninger gehörte jahrhundertelang zur wirtschaftlichen Prominenz der Stadt Duisburg.

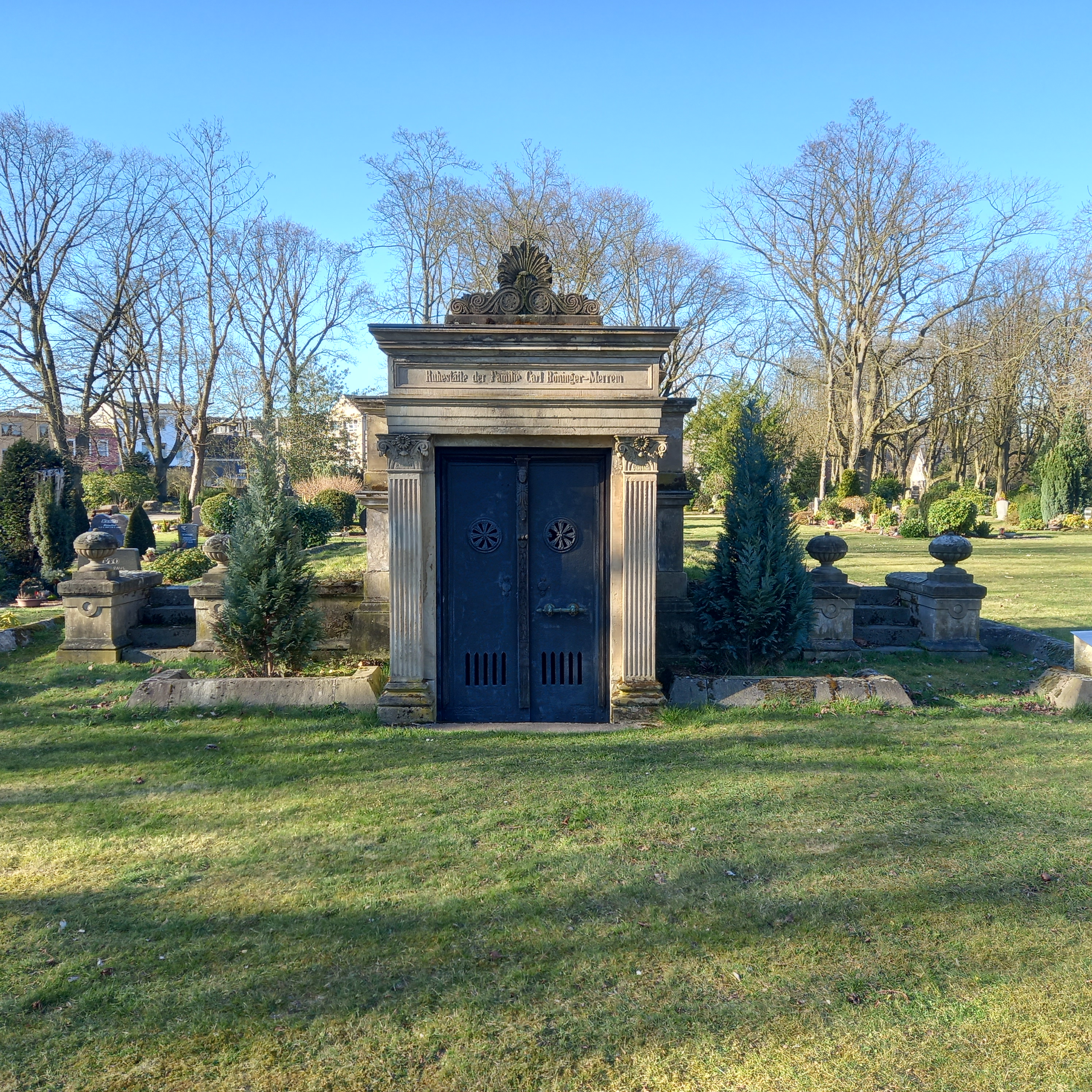
Das Grab von Carl Böninger und seiner Ehefrau Maria geborene Merrem auf dem Alten Friedhof in Duisburg

Böningers Urgroßvater Peter Böninger gründete im ersten Drittel des 17. Jahrhunderts eine Kolonialwarenhandlung, die sich bis in das 20. Jahrhundert ständig vom Vater auf den Sohn vererbte und sich zu einem der bedeutendsten Häuser der Tabakverarbeitung in Westdeutschland entwickelte. Er heiratete im Jahre 1822 Maria Merrem. Das Paar hatte insgesamt neun Kinder.
Carl Böninger war Mitglied der Duisburger Freimaurerloge Zur Deutschen Burg.

## Der Unternehmer
Trotz großer geschäftlicher Verluste infolge der Napoleonischen Kriege und der Kontinentalsperre konnte er nach dem Tod seines Vaters im Jahr 1825 mit Übernahme der Geschäftsführung das Unternehmen wieder aufbauen.
In den 1820er Jahren förderte er die Anbindung der Stadt Duisburg an den Rhein, was bereits Mitte des 18. Jahrhunderts von der preußischen Regierung als notwendig erachtet worden war.
Die alte Handelsstadt Duisburg wurde im Jahr 1000 durch ein katastrophales Rheinhochwasser vom Rhein abgeschnitten. Der Rhein fand dabei sein neues Flussbett etwa 3 km von der Stadt entfernt. Pläne zum Bau eines Schiffskanals vom Rhein zur Stadt wurden in den Jahren 1802 und 1803 diskutiert, aber unter der jahrelang andauernden französischen Besatzung wurden die Pläne nicht ausgeführt.
Während der Besatzungszeit und der Kontinentalsperre kamen im Jahre 1810 Schiffsverkehr und Wirtschaft im Rheinland zum Erliegen, und erst der preußische Oberpräsident Ludwig von Vincke belebte den Handel wieder. Erst in den 1820er Jahren gelang es der Duisburger Kaufmannschaft, durch die Gründung einer Aktiengesellschaft und die damit verbundene Kapitalbeschaffung eine Anbindung der Stadt zu ermöglichen. Die Anbindung des Rheins an die Stadt wurde in den Jahren 1828 bis 1832 durch den Bau eines Kanals realisiert. Böninger setzte sich auch für die Anbindung der Ruhr an die Stadt ein. Als fortschrittlich denkender Unternehmer befürwortete er auch den Anschluss Duisburgs an das Eisenbahnnetz der Köln-Mindener Eisenbahn-Gesellschaft.
Carl Friedrich Böninger war von 1835 bis 1851 Präsident der Duisburger Handelskammer.
Das eigene Tabakunternehmen expandierte in jener Zeit weltweit. Böninger gründete eine Niederlassung in Amsterdam und kaufte eigene Schiffe. Mit diesen Schiffen transportierte er sowohl Tabak als auch später Auswanderer in die USA. Er baute in Amerika neue Absatzmärkte auf. Später weitete er seine Unternehmungen bis Java und Australien aus.
Auch an der entstehenden Eisenindustrie zu Mitte des 19. Jahrhunderts beteiligte sich der Unternehmer. So gehörte er im Jahre 1852 zu den Mitbegründern der Niederrheinischen Hütte in Duisburg.
Carl Friedrich Böninger starb am 16. Juli 1877 in Duisburg. Das Familienunternehmen wurde noch bis in die 1970er Jahre fortgeführt.